# Lohaghat
Lohaghat là một thị xã và là một nagar panchayat của quận Champawat thuộc bang Uttaranchal, Ấn Độ.

## Nhân khẩu
Theo điều tra dân số năm 2001 của Ấn Độ, Lohaghat có dân số 5828 người. Phái nam chiếm 56% tổng số dân và phái nữ chiếm 44%. Lohaghat có tỷ lệ 77% biết đọc biết viết, cao hơn tỷ lệ trung bình toàn quốc là 59,5%: tỷ lệ cho phái nam là 79%, và tỷ lệ cho phái nữ là 75%. Tại Lohaghat, 14% dân số nhỏ hơn 6 tuổi.